# Unterseeboot 648
 (août 2023).
Si vous disposez d'ouvrages ou d'articles de référence ou si vous connaissez des sites web de qualité traitant du thème abordé ici, merci de compléter l'article en donnant les références utiles à sa vérifiabilité et en les liant à la section « Notes et références ».
L'Unterseeboot 648 ou U-648 est un sous-marin allemand (U-Boot) de type VIIC utilisé par la Kriegsmarine pendant la Seconde Guerre mondiale.
Le sous-marin est commandé le 10 avril 1941 à Hambourg (Blohm & Voss), sa quille est posée le 24 décembre 1941, il est lancé le 16 septembre 1942 et mis en service le 12 novembre 1942, sous le commandement de l'Oberleutnant zur See Peter-Arthur Stahl.
L'U-648 n'endommagea ou ne coula aucun navire au cours des 3 patrouilles (137 jours en mer) qu'il effectua.
Il est porté disparu en novembre 1943 dans l'Atlantique Nord.

## Conception
Unterseeboot type VII, l'U-648 avait un déplacement de 769 tonnes en surface et 871 tonnes en plongée. Il avait une longueur totale de 67,10 m, un maître-bau de 6,20 m, une hauteur de 9,60 m et un tirant d'eau de 4,74 m. Le sous-marin était propulsé par deux hélices de 1,23 m, deux moteurs diesel Germaniawerft M6V 40/46 de 6 cylindres en ligne de 1 400 cv à 470 tr/min, produisant un total de 2 060 à 2 350 kW en surface et de deux moteurs électriques BBC GG UB 720/8 de 375 cv à 295 tr/min, produisant un total 550 kW, en plongée. Le sous-marin avait une vitesse en surface de 17,7 nœuds (32,8 km/h) et une vitesse de 7,6 nœuds (14,1 km/h) en plongée. Immergé, il avait un rayon d'action de 80 milles marins (150 km) à 4 nœuds (7,4 km/h; 4,6 milles par heure) et pouvait atteindre une profondeur de 230 m. En surface son rayon d'action était de 8 500 milles nautiques (soit 15 700 km) à 10 nœuds (19 km/h). 
L'U-648 était équipé de cinq tubes lance-torpilles de 53,3 cm (quatre montés à l'avant et un à l'arrière) qui contenait quatorze torpilles. Il était équipé d'un canon de 8,8 cm SK C/35 (220 coups) et d'un canon antiaérien de 20 mm Flak. Il pouvait transporter 26 mines TMA ou 39 mines TMB. Son équipage comprenait 4 officiers et 40 à 56 sous-mariniers.

## Historique
Après son entraînement de base dans la 5. Unterseebootsflottille jusqu'au 30 avril 1943, il intègre son unité de combat dans la 6. Unterseebootsflottille.
L'U-648 quitte Kiel le 3 avril 1943 pour sa première patrouille de guerre dans l'Atlantique.
Le 16 mai 1943 à 11 h 40, le submersible est attaqué dans le golfe de Gascogne par un bombardier Whitley britannique du No. 10 Squadron RAF qui lui lance quatre charges de profondeur. Il n'est pas atteint. Cent quatre-vingt-quinze minutes après la première attaque, il est de nouveau ciblé cette fois-ci par un Liberator FL948 britannique du No. 224 Squadron RAF (en). Lors de son premier passage, l'avion est touché par la flak du navire allemand et six de ses charges de profondeur tombent en mer. Lorsqu'il revient pour une seconde attaque, l'U-648 plonge immédiatement. Les quatre dernières charges lancées manquent leur cible et l'U-Boot s'en réchappe sans dommage. Le Liberator réussit à atteindre la base malgré les dégâts infligés par la flak.
Le lendemain à 14 h 24, l'U-648 abat un bombardier britannique Whitley Z9438 dans le golfe de Gascogne. Le Whitley chute alors qu'il larguait quatre charges de profondeur, ne causant aucun dommage. Les six aviateurs de son  équipage périssent. L'U-Boot rentre à Brest le 19 mai.
Entre juillet et septembre 1943, l'U-648 patrouille jusqu'au large des îles Santa Cruz de Tenerife, sans aucun succès.
Le 20 novembre 1943 à 17 h 45, l'U-648 est à nouveau la cible d'une attaque aérienne. Au cours de la bataille, il abat un Sunderland canadien du No. 422 Squadron RCAF (en) à proximité du convoi combiné SL-139 / MKS- 30. Alerté par le détecteur de radar Naxos, l'U-648 endommage l'avion avec sa flak destructrice. Environ une heure plus tard, l'avion envoie un signal de détresse, prévenant qu'il tente un amerrissage au milieu de l'Atlantique, à la position approximative 42° 40′ N, 19° 30′ O. Son équipage, composé de onze aviateurs, ne sera jamais retrouvés.
Le lendemain à 4 h 12 du matin, il est de nouveau attaqué par un Liberator BZ819 du No. 53 Squadron RAF (en), équipé de Leigh light, à proximité du convoi SL-139. L'avion est abattu par la flak du sous-marin lorsqu'il tente de le mitrailler et de larguer ses charges de profondeur. Le pilote sera le seul survivant, sauvé en mer le 22 novembre par le HMS Lincolnshire.
L'U-648 envoie son dernier message radio tôt au matin du 22 novembre 1943 à la position approximative 45° 09′ N, 19° 45′ O, dans l'Atlantique Nord à l'Ouest de l'Espagne. Le sous-marin est finalement considéré comme coulé lorsqu'il cessa de signaler sa position, alors qu'il avait rendez-vous à un point de ravitaillement au large de Saint-Nazaire. Sa perte demeure inexpliquée.
Les cinquante membres d'équipage meurent dans cette disparition.

### Fait précédemment établi
On pensait avant que le sous-marin avait été coulé le 23 novembre 1943 dans l'Atlantique Nord, par des charges de profondeur des frégates britanniques HMS Bazely (en), HMS Blackwood (en) et HMS Drury (en). Cette attaque fut par la suite attribuée aux U-boote U-424, U-714 et U-843.

## Affectations
- 5. Unterseebootsflottille du 12 novembre 1942 au 30 avril 1943 (Période de formation).
- 6. Unterseebootsflottille du 1er mai 1943 au 22 novembre 1943 (Unité combattante).

## Commandement
- Oberleutnant zur See Peter-Arthur Stahl du 12 novembre 1942 au 22 novembre 1943.

## Patrouilles
|       | Commandant               | Départ            | Départ      | Arrivée           | Arrivée       | Jours     | Succès |
| ----- | ------------------------ | ----------------- | ----------- | ----------------- | ------------- | --------- | ------ |
| 1     | Oblt. Peter-Arthur Stahl | 3 avril 1943      | Kiel        | 19 mai 1943       | Brest         | 47 jours  |        |
| 2     | Oblt. Peter-Arthur Stahl | 1er juillet 1943  | Brest       | 10 août 1943      | St. Nazaire   | 41 jours  |        |
| 3     | Oblt. Peter-Arthur Stahl | 25 septembre 1943 | St. Nazaire | 28 septembre 1943 | St. Nazaire   | 4 jours   |        |
| L     | Oblt. Peter-Arthur Stahl | 9 octobre 1943    | St. Nazaire | 22 novembre 1943  | Porté disparu | 45 jours  |        |
| Total | Total                    | Total             | Total       | Total             | Total         | 137 jours | 0 t    |

Notes : Oblt. = Oberleutnant zur See

### OpérationsWolfpack
L'U-648 opéra avec les Wolfpacks (meute de loups) durant sa carrière opérationnelle.
- Meise (25-27 avril 1943)
- Star (27 avril - 4 mai 1943)
- Fink (4-6 mai 1943)
- Siegfried (25-27 octobre 1943)
- Siegfried 3 (27-30 octobre 1943)
- Jahn (30 octobre - 2 novembre 1943)
- Tirpitz 5 (2-8 novembre 1943)
- Eisenhart 10 (9-10 novembre 1943)
- Eisenhart 8 (10-11 novembre 1943)
- Eisenhart 7 (11-15 novembre 1943)
- Schill 2 (17-22 novembre 1943)
- Weddigen (22-23 novembre 1943)